# ونسا هنکه
 ونسا هنکه (آلمانی: Vanessa Henke؛ زاده ۱۵ ژانویهٔ ۱۹۸۱) یک تنیس‌باز اهل آلمان است. 